# ロサンゼルス国際空港地上衝突事故
ロサンゼルス国際空港地上衝突事故（ロサンゼルスこくさいくうこうちじょうしょうとつじこ）とは、1991年2月1日にアメリカ合衆国・ロサンゼルスのロサンゼルス国際空港（通称LAX）で起きた航空事故である。
滑走路に着陸したUSエアー1493便とスカイウェスト航空5569便が滑走路上で衝突し、滑走路を逸脱して旧消防署庁舎に激突した。この事故でスカイウェスト航空機に乗っていた12人全員とUSエアー機に乗っていた22人の合計34人が死亡した。原因は管制ミスだった。

## 概要
この日、USエアー1493便（ボーイング737-3B7）は乗員乗客89人を乗せてロサンゼルス国際空港に向かっていた。途中寄港したワシントン・ナショナル空港で乗務員の交代があり、事故当時は48歳の男性機長と32歳の男性副操縦士が操縦していた。ロサンゼルス国際空港には4本の滑走路があり、1493便は滑走路24Lに着陸することになっていた。
一方、ロサンゼルス国際空港ではスカイウェスト航空5569便（フェアチャイルド・スウェアリンジェン メトロライナー）がパームデールに向かうために滑走路24Lへ向けてタキシングをしていた。事故当時は32歳の男性機長と45歳の男性副操縦士が操縦していた。パイロットは、ゲート32から誘導路キロ、48、タンゴ、45を経由して滑走路に移動する管制承認をLAXタワーから受けていた。
スカイウェスト航空5569便が誘導路を走行している頃、USエアー1493便は滑走路に着陸進入していた。途中で他機と間隔を空けるために降下した以外は特に異常もなく、いつも通り飛行していた。機長は管制塔に呼びかけを行ったが、なかなか着陸許可が下りなかった。というのも、この時ちょうど管制塔では、管制官に交信を求めてきたウィングス・ウェスト5072便の運航票が管制官の手元に届いておらず、管制塔内は作業量が増えたことにより混乱状態になっていた。着陸進入を担当していた管制官（38歳）は滑走路を見たが他機はいなかったため、ようやく1493便に着陸許可を出した。

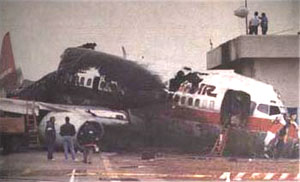
旧消防庁舎に衝突した1493便

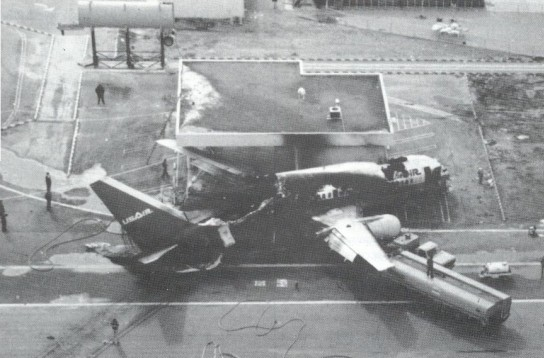
上空から見た残骸

午後6時3分ごろ、1493便は滑走路24Lの末端近くに着陸した。だが機首を下そうとした瞬間に滑走路上にいたスカイウェスト航空5569便を押しつぶすようにして衝突した。5569便は1493便の機首に押しつぶされ、下に巻き込まれたまま滑走路の左側に滑り、2機とも約400m先の旧消防庁舎に激突して炎上した。5569便は1493便と比べて小型だったため、事故当初5569便が巻き込まれたことは誰も気付いていなかった。救助隊が消防庁舎の残骸の中からプロペラを発見したため他の機に呼びかけたところ、5569便だけ応答がなかったため事故に巻き込まれたと判明した。

## 火災と死者

NTSBの報告書からのUSエアー1493便の座席表。

この事故でスカイウェスト航空5569便に乗っていた乗員乗客12人の全員と、USエアー1493便の乗員乗客22人（機長と客室乗務員と乗客20人）が死亡し、30人が負傷した(重傷17人)。スカイウェスト航空5569便の乗員乗客12人全員は衝突の瞬間に即死していたが、USエアー1493便の乗員乗客は消防庁舎に激突した段階では機長を除いて生存していたことが分かった。しかし、スカイウェスト航空5569便の燃料とUSエアー1493便のクルー用の非常用酸素供給システムから発生した酸素が反応し激しい火災が発生した。衝撃で非常口が変形したため機体の右側の非常口は使えなかった。後方の客室ドア（L2）が開けられたが火災が激しかったためすぐに閉められた。使える非常口は機体左側の前方出口だけだったが、開かなくなっていた非常口を開けて脱出した乗客もいた。
犠牲者の内2人の乗客は席に座ったまま死亡していた。他の乗客もほとんどが有毒ガスを吸い込んで死亡したことが判明した。また機長は消防庁舎に激突した際、頭部を強く打って死亡していた。副操縦士は重傷だったが、コックピットの窓から消防隊に救助された。
脱出に成功した乗員乗客の中には火傷を負っている者も多く、脱出した乗客のうち1人が数日後に火傷で死亡し、31日後にも1人が死亡した。なおNTSBの基準では事故後30日を超えた後の死者は事故による死者に計上しない。

## 事故原因
事故原因は管制ミスである。当時管制塔は、スカイウェスト航空5569便の求めに応じて、滑走路24Lの途中から離陸するため滑走路上で待機するように指示を出したが、USエアー1493便が着陸する直前に24Rに着陸したウィングス・ウェスト機が周波数を変えたために交信不能になり、これの対応に追われていた。さらに、24Rに着陸したウィングス・ウェスト機とは別のウィングス・ウェスト5072便が離陸の準備ができたことを伝えてきた。この便の機種はスカイウェスト航空5569便とよく似たメトロライナーだった。同じ管制官が5072便に位置を聞き、5072便は24Lの手前の誘導路にいると答えた。5072便の運航票がまだクリアランスデリバリーから管制官の手元に届いていなかったため、管制官はこのメトロライナーがスカイウェスト航空5569便であると誤認し、そのため滑走路には航空機はいないと考えた。また事故当日は地上レーダーシステムが機能しておらず、管制官は地上に滞在している機体がどこにいるのかを把握できていなかった。
着陸進入担当の管制官は、NTSBに事故の責任を受け入れることを証言し、その後2度と管制官として戻ってくることはなかった。彼女は元々USエアー機に仕掛けられていた爆弾が爆発したと思っていたが、その後上司に「私はこれ（スカイウェスト航空機）にUSエアー機が衝突したと思います」と述べた。彼女は、事故当時滑走路端にいたウィングス・ウェスト5072便をスカイウェスト航空5569便と取り違え、滑走路24L上には航空機はないと誤認して、最終進入中のUSエアー機に着陸許可を与えた。その後、着陸許可を受けた1493便は滑走路に着陸、5569便に後方から衝突した。
また事故当時は日没後であり、管制官が滑走路上の機体を探した際、滑走路の照明が眩しく機体を見つけることは困難だった。またUSエアー1493便から見た場合、滑走路上の照明と5569便の衝突防止灯や航法灯が直線状に重なっていたため、着陸前に機体に気付くのは困難だった。
この事故の前、連邦航空局（FAA）は機体の内装材料の難燃性基準を引き上げるということを決めていたが、USエアーの機体はこの要件の発効日以前に作られていた上、近代化されていなかった。USエアーは事故機を翌年中に改修する予定だった。

## 映像化
- メーデー!:航空機事故の真実と真相 第7シーズン第4話「CLEARED FOR DISASTER」および第23シーズン第11話「NO EXIT」
- 世界衝撃映像100連発 第25弾 （TBSテレビ製作） 2017年10月22日放送

## 註釈
1. ↑  事故機はN360AUとして1985年に登録され、1988年にN388USへ変更された。